# Harpanthus scutatus
Harpanthus scutatus là một loài rêu tản trong họ Geocalycaceae. Loài này được (F. Weber & D. Mohr) Spruce miêu tả khoa học lần đầu tiên năm 1850.